# Liste der Schauhöhlen in Polen
In Polen gibt es ca. zwanzig Schauhöhlen. Die meisten befinden sich im Krakau-Tschenstochauer Jura. Die bekanntesten Tropfsteinhöhlen dagegen sind im Glatzer Schneegebirge und im Heiligkreuzgebirge. Die längsten Höhlen Polens befinden sich in der kalksteinigen Westtatra.

## Höhlen
| LN | Name                        | Länge in m | Lage                        | Bild |
| -- | --------------------------- | ---------- | --------------------------- | ---- |
| 1  | Dziura                      | 175        | Westtatra                   |      |
| 2  | Dziurawy Kamień             | 20         | Riesengebirge               |      |
| 3  | Groty Mechowskie            | 61         | Küste                       |      |
| 4  | Jaskinia Ciemna             | 230        | Krakau-Tschenstochauer Jura |      |
| 5  | Jaskinia Głęboka            | 190        | Krakau-Tschenstochauer Jura |      |
| 6  | Jaskinia Łokietka           | 320        | Krakau-Tschenstochauer Jura |      |
| 7  | Jaskinia Malinowska         | 230        | Schlesische Beskiden        |      |
| 8  | Jaskinia Mroźna             | 773        | Westtatra                   |      |
| 9  | Jaskinia Mylna              | 1630       | Westtatra                   |      |
| 10 | Jaskinia Niedźwiedzia       | 4500       | Glatzer Schneegebirge       |      |
| 11 | Jaskinia Nietoperzowa       | 326        | Krakau-Tschenstochauer Jura |      |
| 12 | Jaskinia Obłazkowa          | 214        | Westtatra                   |      |
| 13 | Jaskinia Radochowska        | 265        | Reichensteiner Gebirge      |      |
| 14 | Jaskinia Raptawicka         | 560        | Westtatra                   |      |
| 15 | Jaskinia Wierzchowska Górna | 975        | Krakau-Tschenstochauer Jura |      |
| 16 | Jaskinia Odkrywców et al.   | 392        | Heiligkreuzgebirge          |      |
| 17 | Raj                         | 240        | Heiligkreuzgebirge          |      |
| 18 | Smocza Jama                 | 276        | Krakau-Tschenstochauer Jura |      |
| 18 | Smocza Jama                 | 44         | Westtatra                   |      |